# Cornelis Schut
Cornelis Schut (13. května 1597, Antverpy – 29. dubna 1655, Antverpy) byl vlámský malíř, návrhář, rytec a gobelínový designér. Specializoval se na mytologické a náboženské výjevy. Tvořil v protireformačním, barokním stylu. Existuje předpoklad, že byl žákem Rubensovým. Po pobytu v Itálii pracoval především v Antverpách, kde byl jedním z předních malířů první poloviny 17. století.

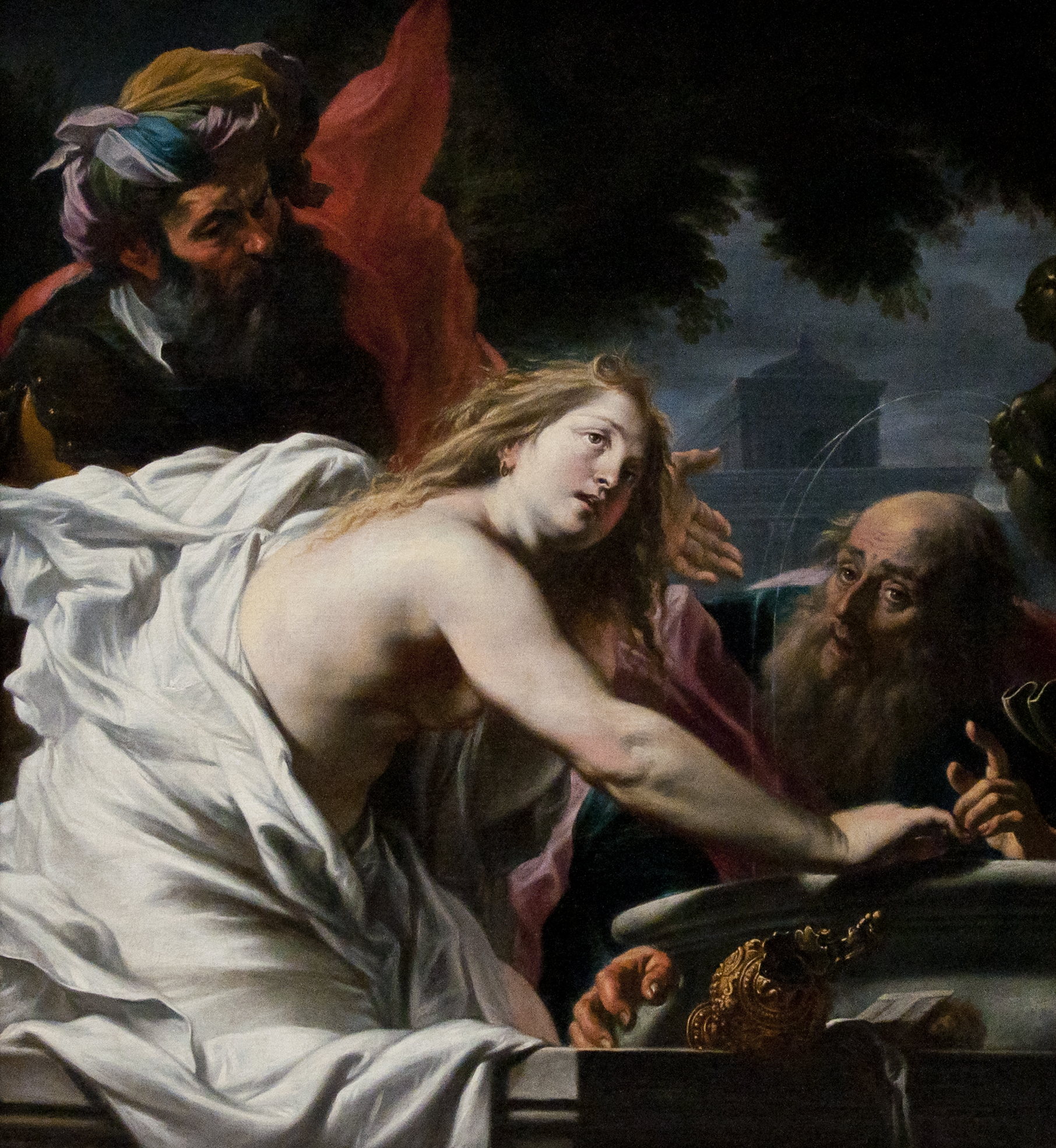
Zuzana a starci

## Život
Cornelis Schut se narodil v Antverpách jako syn Willema Schuta a Suzanny Schernilla. O jeho uměleckých začátcích nejsou žádné informace. Poprvé je zmiňován jako žák Peter Paul Rubens. Zmiňuje se o něm excentrický malíř a spisovatel 18. století Jacob Campo Weyerman. Ačkoli je vědecký význam Weyermanových zdrojů zpochybňován, stále se předpokládá, že Schut byl žákem Rubensovým, protože Rubens byl osvobozen od zápisu svých žáků do archivu uměleckého spolku Cech Sv. Lukáše v Antverpách. Vzhledem k tomu, že Schutova raná díla se svým stylem blíží ke stylu jiného předního malíře v Antverpách, Abrahama Janssense, je možné, že existuje souvislost s mezi Schutem a jeho uměleckou dílnou. Nedokazuje to ovšem, že Schut byl Janssensův žák. Krátce po roce 1618 Cornelis Schut odešel do Itálie. V Římě se stal zakládajícím členem skupiny Bentvueghels, sdružení hlavně holandských a vlámských umělců. Bylo zvykem, že členové skupiny Bentvueghels přijali nějakou přezdívku, tzv. Ohnuté jméno. Schut dostal přezdívku Broodzak (taška na chleba). Od 13. ledna 1627 pracoval na freskách ve vile Casino Pescatore ve městě Frascati. Majitel vily byl Giorgio Pescatori (také známý jako Pieter de Vischere), bohatý italský bankéř a patron vlámského původu. Na této zakázce spolupracoval s holandským malířem, který byl také členem Bentvueghels, s Tymanem Arentsz Crachtem. Tato zakázka byla počátkem kariéry Cornelise Schuta v Itálii, protože Pescatori byl bohatý a vlivný a chtěl pomáhat svým krajanům v Itálii. Dalším významným patronem v Římě byl aristokratický italský bankéř a umělecký sběratel Vincenzo Giustiniani, který pověřil Schuta vytvořením dvou velkých náboženských kompozic (nyní v opatství Sainte-Trinité, Caen, Normandie). Tento patronát jasně ukázal úctu, která byla v Římě Schutovi prokazována. Schutova práce zaujala také mladého Nicolase Poussina, který žil v Římě v rezidenci vlámského sochaře Françoise Duquesnoye. Poussinovy rané práce si vypůjčily některé motivy Schutových prací, které vytvořil pro Vincenze Giustinianiho.

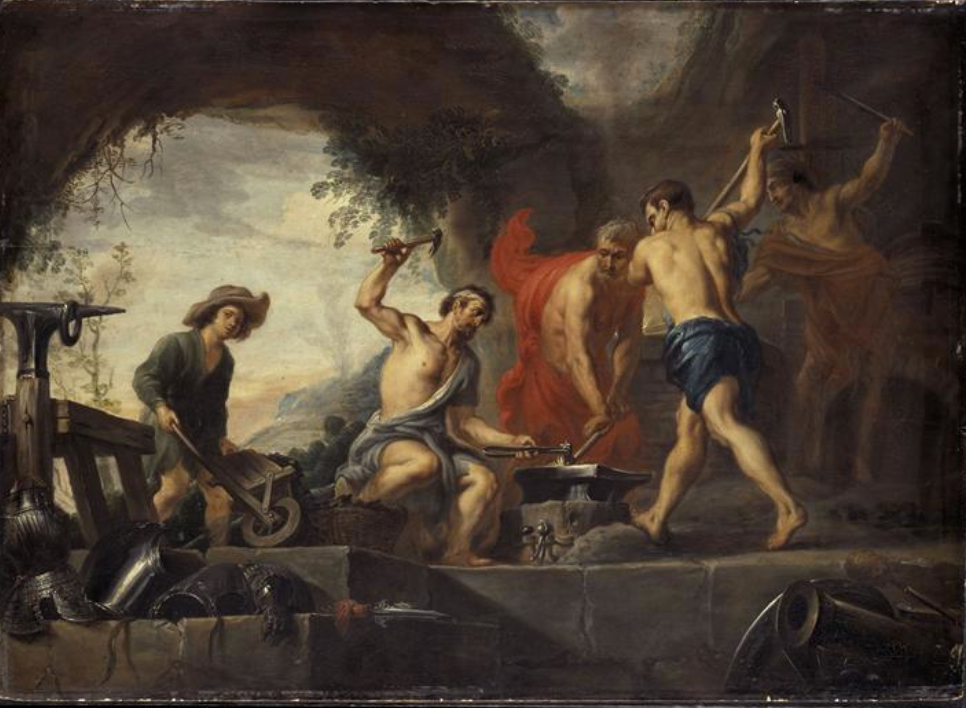
Vulkánova kovárna

Schutova kariéra v Římě byla ukončena, když byl 16. září 1627 uvězněn za zabití jiného umělce jménem Giusto. Schutovo věznění bylo jen krátké, protože již 2. října byl propuštěn díky intervenci římských umělců sdružených v cechu Sv. Lukáše (Accademia di San Luca). Poté Schut opustil Řím a mezi roky 1627 a 1628 pracoval ve Florencii. Je známo, že navrhoval tapiserie pro Arazzeria Medicea, jednu z nejslavnějších dílen na tapisérie v Itálii. Dílnu založil v roce 1546 ve Florencii velkovévoda toskánský Cosimo I. Medici. Schutovy další osudy nejsou známé. V září roku 1631 se objevil v Antverpách, důvodem bylo získání povolení k sňatku. Dne 7. října 1631 se Cornelis Schut oženil s Catharinou Gheenssinsovou, která pocházela z bohaté rodiny. Jeho manželka zemřela 29. září 1637. Z jejich tří dětí dvě zemřely v mládí. Poté se Schut oženil s Anastasií Scelliersovou, s níž měl dva syny a dvě dcery. Po svém návratu do Antverp byl Schut opět úspěšný. Maloval především oltářní obrazy pro místní kostely, a to v barokním stylu, který byl tehdy ve Flandrech oblíbený. Byl vysoce ceněn zejména pro svou schopnost vytvářet stropní dekorace v monumentálním italském stylu, s typickým iluzionistickým charakterem. Příkladem je jeho obraz Nanebevzetí Panny Marie.

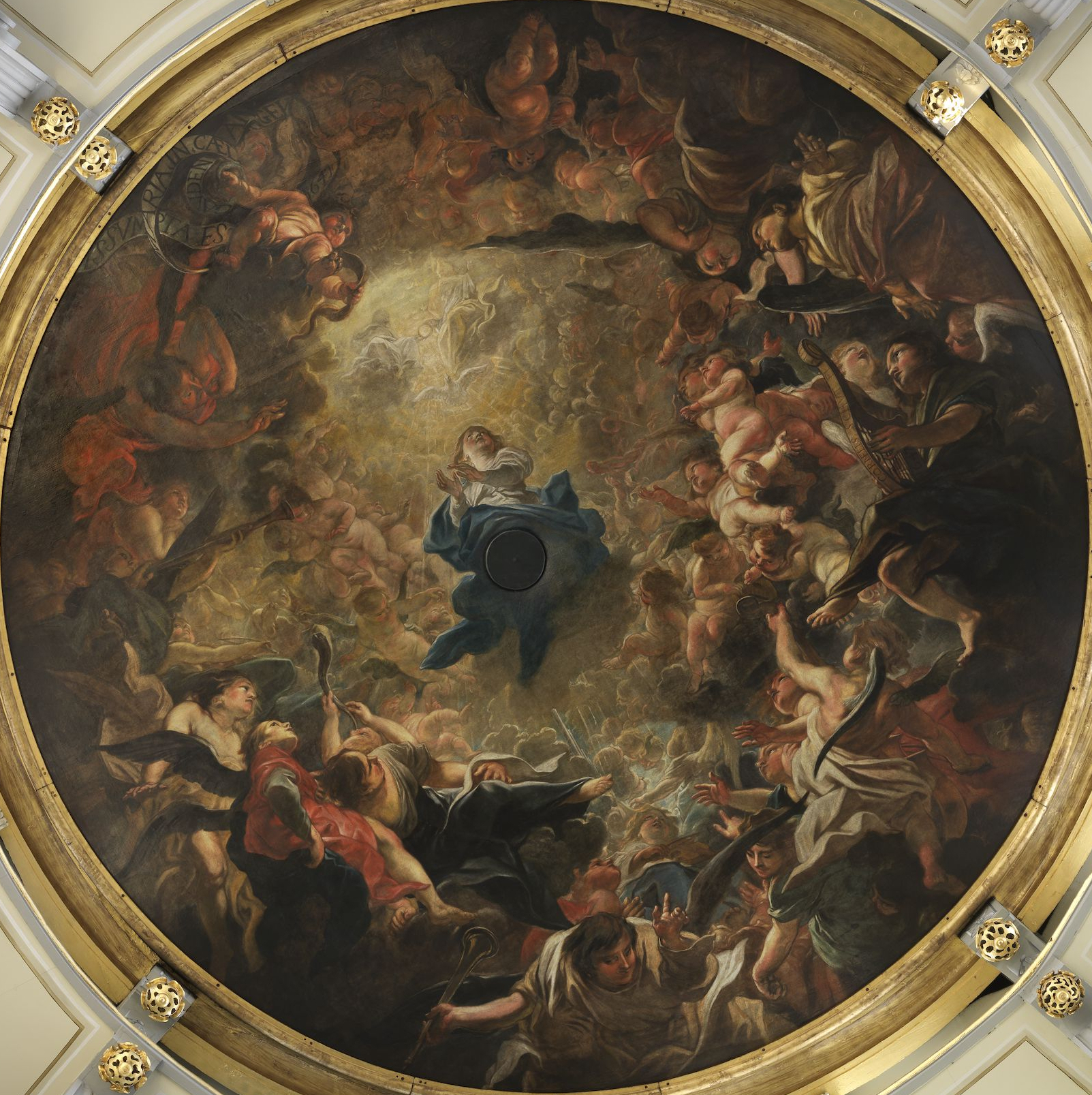
Nanebevzetí Panny Marie,v Antverpské katedrále Cathedral of Our Lady (Katedrála Naší Paní)

V roce 1635 hrál Schut významnou roli při navrhování slavnostní výzdoby u příležitosti tzv. Royal Entry, (Královský vstup) guvernéra španělského Nizozemska Ferdinanda Španělského jak do Antverp, kde Rubens měl na starosti celkový umělecký design, tak i do Gentu. Na tomto projektu spolupracoval s Gaspard de Crayer, Nicolasem Roosem, Janem Stadiusem a Theodoorem Rombouts. V roce 1643 vypsal Jonge Voetboog, hlavní ředitel civilní milice v Antverpách, soutěž na nový oltářní obraz pro katedrálu milicí v Antverpách. Vyzval Cornelise Schuta a Thomase Willeboirts Bosschaerta, aby předložili v rámci této soutěže obraz s námětem Mučení svatého Jiří. Obě práce byly vystaveny a nakonec porota šesti soudců, z nichž každý umělec jmenoval tři, rozhodla ve prospěch Schuta. Schut zemřel v Antverpách 29. dubna 1655 krátce po smrti své druhé manželky. Byl pohřben 1. května 1655 v kostele Saint Willibrord v Antverpách do hrobu ke své druhé manželce. Hrob s kenotafem je stále v kostele. Schut byl učitelem Ambrozia (II) Gast, Jan Baptista van den Kerckhoven, Philippe Vleughelse, Hanse Witdoecka a svého bratrance Cornelise Schuta III.

## Dílo
Schut byl všestranný umělec. Tvořil nejen olejomalby, fresky, rytiny, kresby ale i návrhy gobelínů. Byl malířem historických, náboženských a mytologických témat.

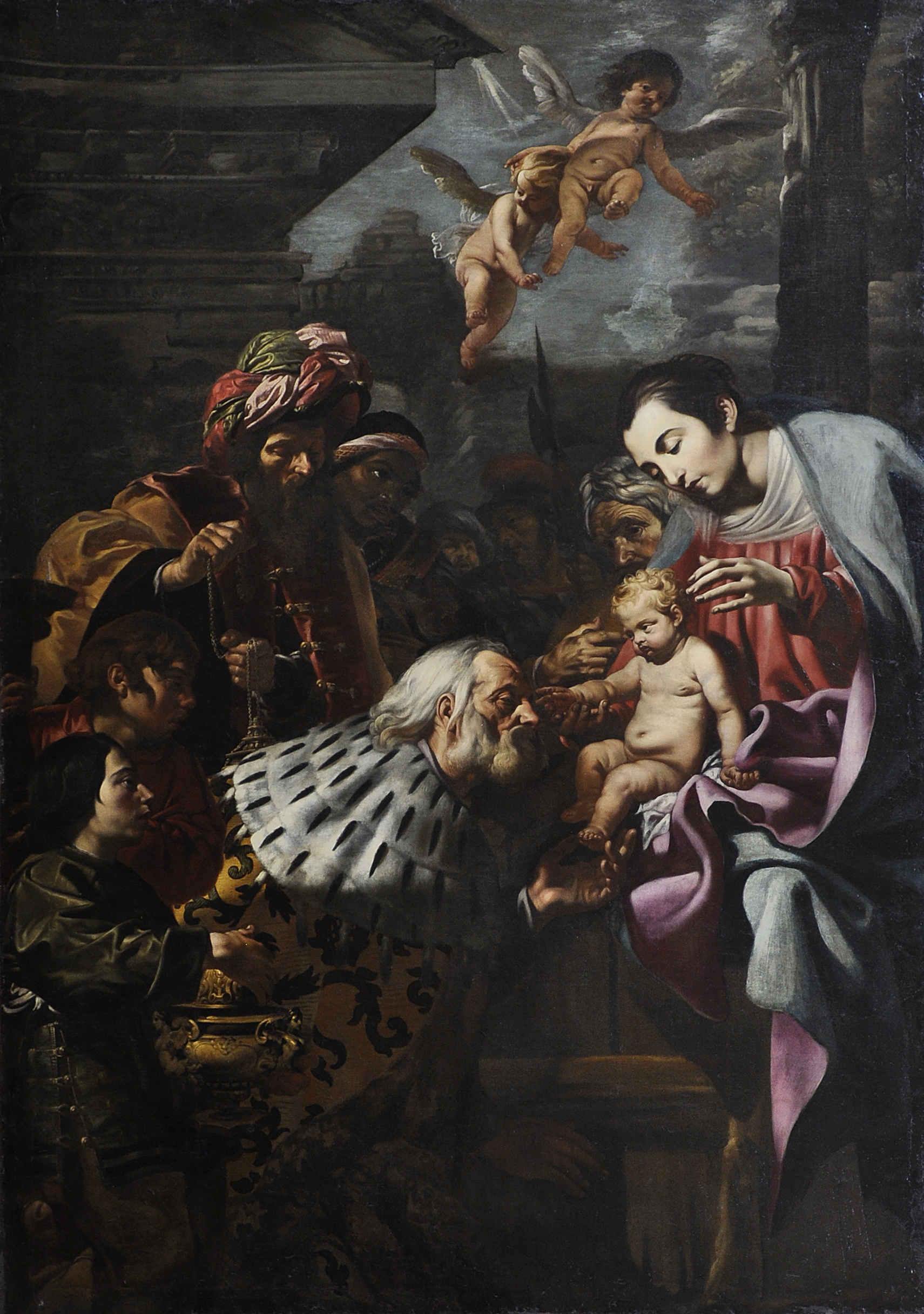
Klanění mudrců (Adoration of the Magi)

Jeho raná díla vykazují vliv Abrahama Janssense. Během svého pobytu v Římě v roce 1624 a Florencii v roce 1627 přejal prvky vrcholného barokního stylu Pietra da Cortony, Guercina, a klasicismu Domenichina a Guida Reni. Tento styl je charakterizován mimo jiné silným smyslem pro animaci a patos, kde světlo a barva hrají důležitou roli. Je také zřejmý jeho příklon k pozdnímu manýrismu. Schutův styl, který je charakterizován silnými zkresleními, ostrými kontrasty světla a extrémními výrazy obličeje, má jistou souvislost s prací Federica Barocciho, který hrál hlavní roli ve vývoji barokního malířství. To je zvláště patrné v Schutových pracích v Antverpách od roku 1630 (nebo možná i dříve), kde je styl Barocciho rozeznatelný v prostorových efektech, nestabilních a emotivních pózách a světelných efektech. Jeho Mučení Sv. Jiří namalované v roce 1643 pro soutěž s Thomasem Willeborestem Bosschaertem se blíží Barocciho Mučení Sv. Vitalise. Schutův styl se v později téměř nezměnil, jen jeho barvy se stávaly méně intenzivnějšími a tahy štětce byly poněkud volnější. Kromě některých motivů a kompozičních uspořádání je Schutova práce jen málo stylisticky podobná stylu Rubense. Schutova dovednost při interpretaci témat protireformace jej přivedla k mnoha zakázkám oltářních obrazů pro kostely a kláštery v Antverpách, Bruselu, Gentu, Bruggách a Kolíně.

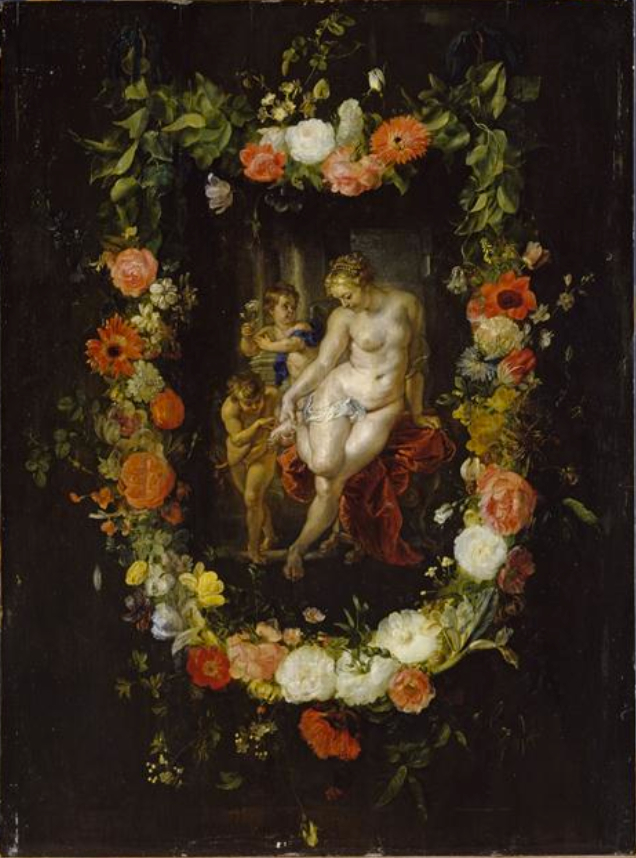
Narození červené růže

Schut vytvořil některé velmi neobvyklé návrhy mytologických a alegorických témat pro sérii tapisérií Sedm svobodných umění (Seven Liberal Arts). Série sestávala z osmi gobelínů, sedm věnovaných každému ze svobodných umění plus jeden znázorňující jejich kombinovanou apoteózu. Celá série může být interpretována jako alegorie války a míru. Příklad tapisérie v seriálu je tapisérie Alegorie hudby o rozměrech 377 × 456 cm.

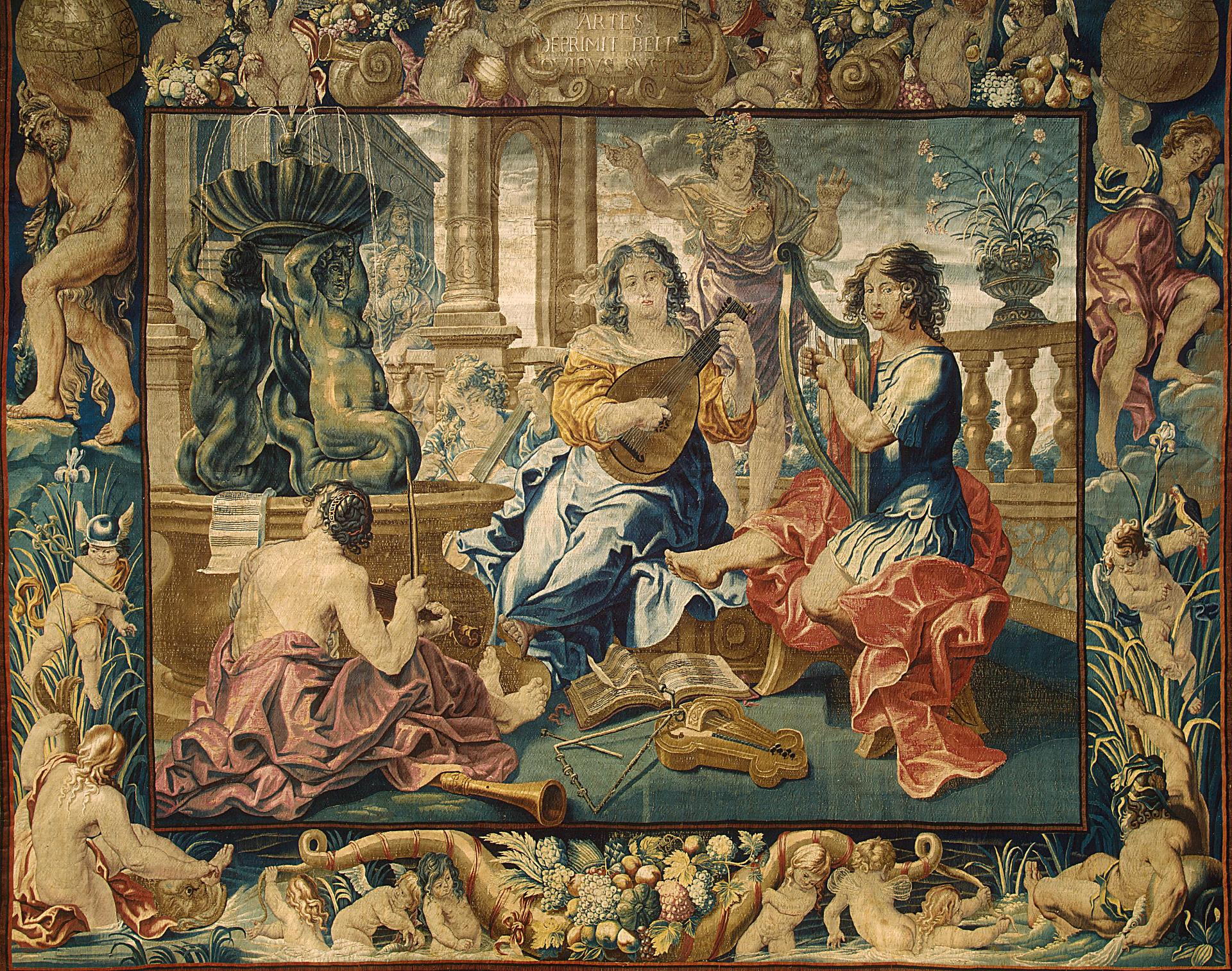
Alegorie hudby

Ve středu horního okraje této tapisérie je kazeta s nápisem: Artes Deprifit bellum agvibus sustinatus (Válka utlačuje umění, které ji podporuje). Tapisérie byly opakovaně tkány v Bruggách a v bruselských dílnách v letech 1655–1675.

## Spolupráce
Schut často spolupracoval s dalšími umělci. Přidal postavy ke kompozici malíře kostelních interiérů Pietera Neefse staršího. Spolupracoval také s malíři specializovanými na květinová zátiší jako byl například jezuita Daniel Seghers či Frans Ykens na tzv. garlandových obrazech. Garlandové obrazy jsou typem zátiší, původem z Antverp. Jejich nejstarší tvůrce byl Jan Brueghel starší. Tyto obrazy obvykle zobrazují květinový věnec kolem zbožněného obrazu nebo portrétu. Tyto obrazy byly obvykle výsledkem spolupráce mezi autorem zátiší a malířem postavy. Příkladem spolupráce mezi Schutem a malířem květinového motivu je kompozice Narození červené růže, ve kterém figury v centru byly namalovány Schutem a květinový věnec byl malován Fransem Ykensem. Jeho kompozice byly ryty předními antverpskými rytci včetně Hanse Witdoecka, Wenceslause Hollara, a Lucase Vorstermana, ačkoli on sám byl dokonalým rytcem. Cornelis udělal mnoho leptů pro svá vlastní díla. Například vytvořil sérii leptů na téma svobodné umění, témata jsou podobná jeho skicám pro tapisérie na stejné téma. Vytvořil také mnoho malých, dekorativních leptů nahých dětí nebo putti.